# Un Noël à croquer
Pour plus de détails, voir Fiche technique et Distribution.
Un Noël à croquer (Christmas with a view) est un téléfilm américain réalisé par Justin G. Dyck et diffusé le 1er novembre 2018 aux Etats-Unis. Il a pour principaux interprètes Kaitlyn Leeb, Scott Cavalheiro, Vivica A. Fox et Patrick Duffy.
Il obtient une diffusion en France le 7 novembre 2018 à 13h50 sur M6,.
Le téléfilm est également disponible sur la plateforme Netflix.

## Synopsis
À noël, une romance éclôt entre une restauratrice qui a eu une affaire sur le déclin et un chef devenu célèbre par une télé-réalité.

## Distribution
- Kaitlyn Leeb (VF : Zina Khakhoulia) : Clara
- Scott Cavalheiro (VF : Thibaut Lacour) : Shane
- Joseph Cannata (VF : Jim Redler) : Clive
- Vivica A. Fox (VF : Pascale Vital) : Lydia
- Patrick Duffy (VF : Philippe Ogouz) : Franck Haven
- Mark Ghanimé (VF : Arnaud Arbessier) : Mr. Peters
- Genevieve Kang (VF : Nina Broniszewski-Madre) : Darlene
- Jess Walton (VF : Anne Kerylen) : Jackie Haven